# Méthanearséniate monosodique
Pour les articles homonymes, voir MSMA.
L’arséniate méthylique monosodique (dit « MSMA » pour monosodique methyl arsenate) est — dans la famille des arséniates organiques — un pesticide à base d'arsenic.
C'est un produit toxique ; comme d'autres molécules de la même famille, également utilisées dans la formulation de certains pesticides, le méthanearséniate disodique (ou DSMA pour disodium methanearsenate), il est classé par l'IARC dans le « Groupe 1 » (cancérigènes pour l’homme). 

C’est néanmoins en tant que tel — c'est-à-dire tant qu’il n’est pas dégradé en arsenic — une forme organique moins toxique que l'arsenic, qui a notamment remplacé l'arséniate de plomb très toxique autrefois utilisé dans l'agriculture, la viticulture, la fruticulture ou sur les golfs. Depuis 1973, un décret interdit en France tous les herbicides arsenicaux, même s'ils restent très utilisés aux États-Unis.
Le MSMA est encore l'un des herbicides les moins chers et les plus couramment utilisés sur les terrains de golf nord-américains, de la seconde moitié du XXe siècle à nos jours, notamment pour le contrôle d'herbes qui y sont considérées comme mauvaises herbes (ex. : digitaires).

Dans le domaine des sports sur gazon également, il sert aussi à tracer des lignes sur les terrains de sports enherbés (football américain, rugby, hockey sur gazon, football).
Il fait partie d'une liste de pesticides qui font l'objet d'une révision par l'Environmental Protection Agency, qui pourrait conduire à une révocation du permis fédéral. 

En Europe, il fait partie des produits concernés par la Directive REACH.

## Propriétés

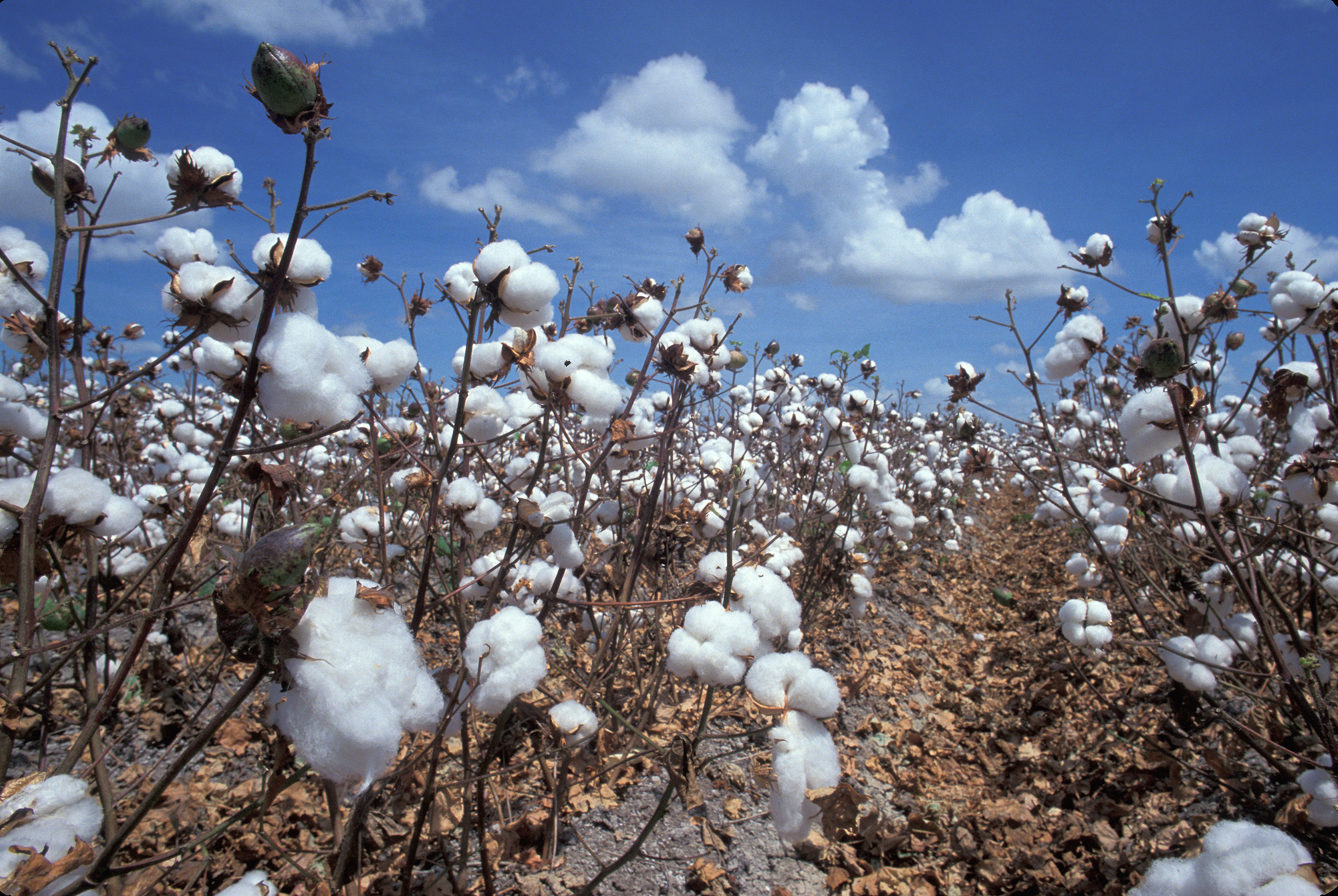
Le « défanage chimique » consiste à pulvériser sur le coton un herbicide (du méthanearséniate monosodique en général) peu avant la récolte pour en faciliter la cueillette mécanisée. Le même champ peut aussi avoir été traité contre les mauvaises herbes avec le même produit. L'arsenic n'étant pas dégradable, on observe des taux anormalement élevés et croissants d'arsenic depuis les années 1990 dans les sols de champs de coton, notamment au Texas et en Louisiane (23 mg d'arsenic par kg de sol).
Ces sols pollués par l'arsenic relarguent de l'arsenic vers les nappes phréatiques. Ils accumulent peu à peu une part importante de l'arsenic qu'ils reçoivent quand ils sont riches en fer ou en complexes argilohumiques. L'impact à long terme de cette pollution chronique est durable et encore inconnu, par exemple sur la chaîne alimentaire, via les vers de terre. On cherche à modéliser la biodisponibilité et la spéciation de l'arsenic du sol, car au-delà d'un certain seuil de toxicité (phytotoxicité ici), ils pourraient nuire au coton lui-même ou à d'autres cultures plus sensibles qui s'y substitueraient, sachant que pour les plantes, à l'inverse de ce qui se passe pour les animaux, ce sont les formes non-organiques qui sont les plus toxiques, mais avec de fortes différences selon le type de sol.

Le MSMA est un pesticide aux propriétés relativement universelles ; Il est à la fois fongicide, herbicide et — bien qu'il ne soit pas principalement vendu pour cet usage — insecticide (utilisé contre des insectes xylophages,, notamment).
C'est un puissant herbicide, en raison de la réactivité de cette molécule avec les groupements sulfuryles (SH) de la cystéine, un amino-acide fonctionnellement important chez la plupart des végétaux, bien que certaines souches d'herbacées ou d'autres groupes taxonomiques y présentent des formes de résistance, (point développé plus bas dans l'article).

## Dénominations

### Pour les francophones
Cette molécule de formule chimique CH4AsNaO3 est également nommée :
- méthane arsonate monosodique ;
- méthanearsenate monosodique ;
- méthanearséniate monosodique ;
- arséniate monosodique de méthane ;
- sel monosodique d'acide arsonique méthylique.

### Pour les anglophones
- Monosodium methyl arsenate.
- Monosodium methane arsenate.
- Monosodium methyl arsenate.
- Sodium methylarsonate.
- Monosodium methane arsonate.
- Methyl arsonic acid monosodium salt.

Son numéro CAS est 2163-80-6 ; son no IMIS est D677 ; son numéro pour la liste des pesticides de l’EPA est 013803.

Son poids moléculaire est de 161,952 03 g/mol.

### Noms de marques
Il est ou a été largement commercialisé et vendu sous de nombreux noms de marques, dont : 
- Ansar 170,
- Ansar 170L,
- Ansar 529,
- Ansar 529 HC,
- Ansar 6.6,
- Asazol,
- Bueno,
- Bueno 6,
- CCRIS 4676,
- Caswell No. 582,
- Daconate,
- Daconate
- 6, Dal-E-Rad,
- Dal-E-Rad 120,
- Drexar,
- Gepiron,
- HSDB 754,
- Herb-All,
- Herban M,
- Merge,
- Merge 823,
- Mesamate,
- Mesamate H.C.,
- Mesamate-400,
- Mesamate-600…

## Production dans le monde
Les herbicides et fongicides arsenicaux, dont le MSMA, ont été largement produits, bénéficiant du fait qu'une grande quantité d'arsenic était disponible à bas coût comme déchet de fabrication d'autres produits chimiques ou du raffinage de certains minerais métalliques (cuivre notamment).
Pour faire face aux suspicions de toxicité de leurs produits pour l'homme et l'environnement, les principaux producteurs en Amérique du Nord se sont regroupés en formant une « task force » (dite « MAATF ») basée à Washington DC, qui a pour objectif de défendre les pesticides fabriqués à base de MethaneArsonic Acid (MAA).
Cette task force est composée de titulaires d'autorisation de production et de mise sur le marché (APC Holdings Company/Drexel Chemical Company, Inc KMG-Bernuth et Luxembourg-Pamol Inc, un producteur de pesticides, basé à Memphis, dans le Tennessee, spécialisé dans les produits agricoles et destinés aux traitements chimiques des gazons de golfs) de pesticides fondés sur le MMA comme ingrédient actif du pesticide (tels que Monosodium methanearsonate (MSMA), disodium methanearsonate (DSMA), calcium acid methanearsonate (CAMA), et dimethane arsinic acid (DMA, ou cacodylic acid), collectivement regroupés par la dénomination d'« Herbicides organiques arsenicaux » (organic arsenical herbicides). 

## Utilisations
En raison de son faible coût et de son efficacité, c'est l'un des herbicides/fongicides/insecticides qui a été très utilisé et qui compte encore parmi les plus communément utilisés :
- en forêt en Amérique du Nord où, selon Environnement Canada, en Colombie-Britannique durant la décennie 1995-2004, environ 5 080 kg de MSMA ont été utilisés comme silvicide, appliqués (par injection souvent) par les forestiers sur/dans environ 500 000 arbres, pour protéger les sylvicultures du Dendroctone du pin et de quelques autres scolytes. L'inconvénient de la méthode était que les arbres ont été définitivement contaminés, devenant des pièges écologiques pour d'autres espèces (de saproxylophages ou consommatrices de champignons du bois) au risque de rendre les fumées émises par la combustion du bois toxiques (lors d'incendie[21] ou d'usage du bois en bois de feu[22] qui est aussi une source de recontamination de l'air dans les régions où le chauffage au bois est dominant[23],[24]), avec des risques non évalués pour l'air intérieur, mais qui préoccupe certains auteurs, au vu notamment des centaines de cas d’empoisonnement (877 cas en 1976) à l'arsenic dus à la combustion domestique de charbon inhabituellement riche en arsenic (> 100 ppm, avec un record de 7 180 ppm), dans le S-O de la province chinoise de Guizhou[25]. 
Un autre risque avéré est que l'arsenic affecte négativement à terme les pics et une partie du réseau trophique. 
Paradoxalement, les forestiers ont pu aggraver la situation en attirant les parasites du bois là où ils utilisaient du DSMA[12],[13],[14], tout en empoisonnant les prédateurs naturels de ces mêmes xylophages (pics notamment). 
Ces pratiques étaient en outre dangereuses pour la santé des applicateurs[26] et ne sont plus recommandées. Elles devraient avoir cessé, mais l'arsenic est un polluant persistant. Le gouvernement de Colombie-Britannique a publié une liste de zones dont l'accès est déconseillé, à travers la province, pour éviter aux gens d'être exposés à des niveaux potentiellement nocifs d'arsenic[27] ;
- sur certaines cultures agricoles (champs de coton en particulier ; voir illustration ci-contre). Remarque : Le coton est un bon absorbant, efficacement testé (enrichi en fer) pour l'épuration de l'arsenic de l'eau[28] ;
- sur les terrains de golf (où — au début des années 2000 — ce produit était encore utilisé sur plus de 95 % des terrains aux États-Unis). Il est particulièrement apprécié des surintendants pour lutter contre certaines graminées indésirables sur les aires de golf (en particulier, herbes du genre digitaires, qui comprend environ 300 espèces). À titre d'exemple, en 2002[29], 96 % des surintendants de Floride utilisent encore du MSMA. Parmi eux, 10 % ont dit disposer d'un système de traitement de l'arsenic. 1 % a dit disposer d'un personnel formé pour ce travail et un autre pour cent a dit avoir déjà contacté des entreprises spécialisées pour nettoyer des lieux contaminés par un déversement accidentel de produits chimiques[29] ;
- pour lutter contre les invasions biologiques de Dactylopius opuntiae, espèce devenue invasive dans la plupart des pays où elle a été introduite et où elle est parfois devenue véritablement un fléau. Finalement, seule la lutte biologique, par l'introduction d'insectes parasites comme le papillon Cactoblastis cactorum et la cochenille D.opuntiae semble être venue à bout de ses invasions dès les années 1920-1925. Cette cactée est encore invasive dans certains pays africains (Namibie notamment où on a utilisé de l'arséniate méthylique monosodique qui semblait plus efficace que le glyphosate[30]).

## Efficacité et limites
On a montré au début des années 1990 que plusieurs souches de plantes ont avec le temps développé des capacités élevées de résistance à l'arsenic. 

Il s'agit parfois d'herbacées qui sont particulièrement susceptibles d'apparaître dans les champs cultivés ou sur les terrains ouverts et ensoleillés que sont les golfs.
Deux modes de résistance opposés ont été observés : 
- Certaines souches d'herbacées graminées, très communes ou assez communes telles que la Canche cespiteuse, la houlque laineuse[31] et moindrement l'Agrostide commune ont appris à ne pas absorber l'arsenic. 
En limitant l'entrée de cet élément dans leur organisme[16], elles contribuent à augmenter la teneur du sol en arsenic, si ce dernier y est apporté de manière fréquente ;
- D'autres plantes (dans d'autres familles botaniques), dont par exemple Pteris vittata[17] ou Pteris cretica[31] y résistent d'une autre manière : par translocation de l'arsenic des racines vers des vacuoles foliaires[32], tout en réduisant l'arséniate en arsénite. En concentrant ce poison sans en mourir (bioaccumulation), cette plante peut contribuer à contaminer l'environnement, tout en étant potentiellement intéressante pour d'éventuelles opérations de phytoremédiation.
Ainsi, sur un sol contenant 97 ppm d'arsenic, les feuilles de P. Vittata (plante hyperaccumulatrice) peuvent (après 20 jours de croissance) en bioaccumuler 7 000 ppm[33].

## Toxicité
La toxicité de l'arsenic est connue depuis l'Antiquité. Son métabolisme chez l'Homme commence à être mieux compris, y compris au niveau cellulaire. La « spéciation » de l'arsenic change au fur et à mesure de la digestion ou de son séjour dans les organismes, dont chez l'Homme. 

Sa capacité à durablement polluer des sols est clairement identifiée depuis la fin du XXe siècle.
Certains sels organiques comme le DSMA sont très actifs en tant que pesticides, tout en étant moins toxiques que l'arsenic minéral (20 fois moins in vitro, au niveau cellulaire). 

Le rat, le lapin et la souris ou la vache y présentent des sensibilités (au DMSA) assez différentes (voir DL 50 dans le bandeau en haut à droite de cette page), et pour un même animal des données contradictoires existent dans la littérature, souvent non mises à jour depuis les années 1980. 
Chez l'animal de laboratoire exposé au DMSA, les symptômes présentés avant la mort sont une chute du tonus musculaire, une hypermotilité gastro-intestinale et des diarrhées, ainsi qu'un volume urinaire diminué.
Cependant, selon les données disponibles ou extractibles des monographies, leur cinétique dans l'organisme, comme leur cinétique environnementale et celle de leurs sous-produits, sont plus complexes et moins bien étudiées que celle de l'arsenic lui-même.
Ainsi la toxicité à moyen et long terme du MSMA et plus encore celle de ses sous-produits ou métabolites, et leur cinétique environnementale — malgré la large utilisation de ce pesticide — semblent peu connues. Quelques études ont cependant porté sur les risques pour les applicateurs en forêt (Canada, 1974).
Le caractère mutagène du MSMA a été établi en laboratoire sur des cultures cellulaires de rat et des lymphocytes de souris.

### Rôle des additifs ou surfactants
Le MSMA ne constitue qu'environ 1/4 du produit épandu sur les champs et les golfs ; les additifs (solvants, stabilisateurs, surfactants…) qui lui sont ajoutés peuvent aussi présenter une toxicité propre, ou exacerber la toxicité ou l'écotoxicité de la molécule active, avec de nombreuses synergies possibles (entre additifs, entre additifs et molécule active, et entre additifs et autres polluants déjà accumulés par les sols ou les eaux, dont par exemple le glyphosate et ses surfactants)…  mais peu de données semblent disponibles sur ce point que les législations internationales ou nationales n'obligent pas encore à traiter.

### Perturbateur endocrinien?
Il est établi que l'arsenic est un perturbateur endocrinien, et plusieurs indices laissent penser que le MSMA l'est aussi (au moins pour certaines espèces) :
- ayant constaté que l'odeur de l'acide cacolytique attirait et piégeait certains insectes[45], on l'a utilisé aussi comme leurre hormonal (appât sémiochimique) pour lutter contre des insectes, dont le petit scolyte (coléoptère) qui attaque les épinettes des taïgas circumpolaires ; le Dendroctone de l'épinette (Dendroctonus rufipennis (Kirby) (Coleoptera : Scolytidae)[12]. Il a aussi été très utilisé au Canada, en Colombie-Britannique[46],[47], dont contre Scolytus multistriatus[14] et contre Dendroctonus ponderosae[14], et on a proposé en 2009 de l'utiliser aussi de plusieurs manières contre un autre petit ravageur des monocultures de résineux (Ips typographus)[14] ;

- de même pour le scolyte de l'orme, Hylurgopinus rufipes (Eichhoff), supposé être le principal vecteur de la graphiose de l'orme, due au champignon phytophathogène Ophiostoma ulmi (Buisman) Nannf[13]. Dans ce dernier cas, les ormes traités avec cet herbicide (MSMA) sont tous morts en moins de 18 jours, et des scolytes ont été significativement plus nombreux (P < 0,01) à être attirés vers les ormes traités à l’herbicide, par rapport aux autres ormes non traités. Lors de cette expérience, les scolytes se sont uniquement reproduits dans les arbres traités à l’herbicide. La toxicité de l'arsenic (ou du principe actif) a eu pour effet que, parmi les galeries de ponte, 72 % ne contenaient pas d’œufs éclos et si les autres (28 %) contenaient bien des tunnels larvaires, moins de 1 % de ces tunnels larvaires a produit des adultes viables. Le MSMA peut donc, selon les auteurs de cette étude, avoir des vertus insecticides et contribuer aux actions visant à éradiquer la maladie hollandaise de l'orme au Manitoba ;

- au début des années 2000, dans le cadre du Superfund Basic Research Program (SBRP) américain sur les sols pollués, une équipe du Dartmouth Medical School a montré[48] in vitro, sur des cultures de cellules animales, que l'arsenic pouvait — à « des doses très faibles »[44] — agir comme perturbateur endocrinien en perturbant le fonctionnement de récepteurs stéroïdiens à échelle cellulaire, ce qui pourrait aussi expliquer certaines des pathologies associées à l'exposition chronique à de faibles doses de ce métalloïde ;
- neurotoxique ? La possibilité que ce pesticide ait des effets neurotoxiques est plausible étant donné que l'arsenic l'est. Par exemple, un cas documenté[49] de neuropathie périphérique grave a été relié à une exposition de plusieurs jours via l'utilisation d'un pulvérisateur contenant l'arsonate méthylique monosodique (MSMA) ; les manifestations cliniques étaient une neuropathie périphérique symétrique avec diminution des réflexes profonds et tendineux, déficit sensoriel (troubles de l'équilibre), faiblesse musculaire. Une anémie, leucopénie et des anomalies de la moelle osseuse ont aussi été trouvées chez ce patient. Tous ces éléments correspondent aux troubles observés dans d'autres cas d'intoxications arsenicales[49].

### Le cas particulier des golfeurs ou des travailleurs des golfs
Les golfs semblent pouvoir compter parmi les facteurs environnementaux dont la contribution à l'élévation du risque de cancer a pu être négligée. 

Des inquiétudes croissantes concernent la santé et la sécurité de ceux qui manipulent les produits sur les golfs ou qui y jouent : 
- ainsi, une étude récente commandée par l'Association des surintendants de golf d'Amérique GCSAA[51]) à l'Université de l'Iowa, a recherché les causes de mortalité de 618 anciens membres de l'association décédés entre 1970 et 1992 (sur la base du certificat de décès). 
Elle a conclu que ces travailleurs des golfs présentent un taux supérieur à la moyenne de mortalité par cancer (notamment cancer du poumon, cancer du cerveau et lymphome non-hodgkinien, 3 types de cancer déjà associés aux pesticides), mais sans avoir pu prouver de relation de cause à effet entre pesticides utilisés sur les golfs et cancer. Le Dr Burton Kross en présentant l'étude, a rappelé que ces résultats étaient préliminaires, mais que, « à la lumière de cette étude et d'autres recherches sur les effets des pesticides sur la santé, une stratégie prudente pour les surintendants de golf et de leurs travailleurs serait de minimiser leur exposition aux pesticides »[29] ;
- les joueurs eux-mêmes peuvent être exposés au MSMA et à d'autres pesticides. 
Le Dr Samuel Epstein[52], toxicologue et écotoxicologue, spécialiste des cancers et de santé publique à l'Université de l'Illinois Medical Center estime que : « Les golfeurs sont grandement exposés aux pesticides. le contact direct permet l'absorption de substances toxiques au travers la peau et parfois l'ingestion. Les pesticides récemment pulvérisés se volatilisent lors des journées chaudes, conduisant à un risque supplémentaire d'inhalation ».  
Les symptômes d’exposition aiguë éprouvés par certains golfeurs et travailleurs exposés à des pesticides sur les parcours de golf comprennent la perte de mémoire, une fatigue anormale, des maux de tête, voire des nausées et étourdissements[52]. Des impacts possibles et préoccupants à plus long terme sont notamment des risques de malformations congénitales de la descendance, des troubles neurologiques et certains cancers[52] (à cause de l'arsenic qu'il contient, le MSMA pourrait être tératogène, cancérigène et perturbateur endocrinien).

Par suite, des inquiétudes similaires concernent certains riverains et communautés voisines pouvant être exposés de manière chronique aux dérives d'aérosols lors des épandages, aux réenvols de pesticides (vaporisation au soleil) ou encore parfois à des eaux de ruissellement ou de percolation.

### Position des intendants de golfs
Aux États-Unis, l'association d'intendants GCSAA se dit consciente des problèmes posés par les pesticides ; elle finance des programmes de recherche pour des alternatives aux pesticides et une moindre consommation d'eau et a créé un centre de ressources en solutions environnementales, organisme philanthropique destiné à aider les surintendants de golfs à innover en matière d'environnement, et destiné à communiquer sur les bénéfices environnementaux des golfs.

### Position des producteurs de pesticides
Face aux préoccupations croissantes exprimées par le public et les administrations (EPA notamment), les grands producteurs industriels de MSMA ont créé une task force qui a répondu avec son propre choix de statistiques et de rapports scientifiques, concluant que l'arsenic des herbicides, s'il est effectivement présent dans les sols, étant selon ces sources, fortement lié à la fraction organique du sol, ce qui selon cette task force minimise le risque de lessivage. Joël Jackson, porte-parole de l'association des Surintendants de golfs de Floride, estimant même que les taux d'arsenic détectés sont trop faibles pour être dangereux, en déclarant « c'est la dose qui fait le poison ».[réf. nécessaire]

## Écotoxicologie, écotoxicité
C'est du Canada et de Floride que les premiers signes et indices de pollution à grande échelle d'écosystèmes ou d'agroécosystèmes par l'arséniate méthylique monosodique sont venus.

### Au Canada
Sous l'égide d'Environnement Canada, des chercheurs se sont inquiétés des impacts des usages importants de MSMA, dont en forêt :
- sur les pics, avec des effets démontrés sur pics-bois se nourrissant dans les forêts où de nombreux arbres ont été traités au MSMA ; les pics y ont déjà un taux d'arsenic sanguin anormalement élevé. Or, plusieurs espèces de pics américains (dont le pic à tête rouge) connaissent des effondrements démographiques depuis qu'on utilise ce type de pesticides, de même que les populations d'amphibiens, reptiles ou de chauve-souris. Les impacts étant multifactoriels, la part de responsabilité d'un produit est cependant aujourd'hui impossible à établir ;
- on a aussi étudié deux micromammifères sauvages non insectivores, l'un forestier et l'autre non. Le premier était la souris sylvestre (Deer mice au Canada) étudiée autour de Yellowknife dans des forêts du N-W du Canada contaminées par du MSMA. Le second était le campagnol Microtus pennsylvanicus, espèce très commune dans les champs cultivés, ici étudié autour de Seal Harbour, près de la mer en Nouvelle-Écosse. On a analysé les foies (organe de détoxication) de ces animaux et dans les deux cas, les plantes de leur environnement ont aussi été étudiées (teneurs en arsenic).  Les analyses ont confirmé que ces deux mammifères bioaccumulaient de l'arsenic. 
L'arsenic total était environ 3 fois plus présent dans les foies de souris sylvestres de Yellowknife (1,7 à 3,2 µg/kg de foie (en poids humide) que dans ceux des campagnols des prés de Seal Harbour (de 0,67 à 0,97 µg/kg de poids humide dans le foie), lesquels en contenaient plus que ceux des campagnols vivant dans des zones moins exposées  (0,12 à 0,34 µg/kg de foie humide). Ces derniers sont supposés vivre dans un environnement aux caractéristiques écotoxicologiques proches du fond géochimique ambiant, bien que des mines d'or et d'autres sources diffuses peuvent avoir diffusé de l'arsenic dans cette région (qui est aussi l'une de celles où l'on trouve le plus de mercure dans les oiseaux). 
La forme de l'arsenic a pu être identifiée pour la moitié de l'arsenic trouvé dans les foies des souris sylvestres, mais dans moins de 10 % a de celui trouvé dans les foies de campagnol ; de l'arsenic inorganique (III et V) ainsi que de l'acide diméthylarsinique ont été retrouvés chez les deux espèces dans tous les cas, mais l'acide monométhylarsonique n'a été trouvé que chez les souris et les campagnols vivant dans les sites contaminés. 
Chez les souris sylvestres, dans la chaîne alimentaire de Yellowknife, la proportion d'arsenic méthylé (v) augmente clairement en passant des végétaux aux organes internes de la souris, mais une telle bioaccumulation n'est pas nettement observable chez les campagnols de Seal Harbour, qui pourraient peut-être séquestrer des formes moins mobiles de l'arsenic, plutôt que sous forme méthylée.

### En Floride
L'État de Floride est — dans le monde — l'un des mieux dotés en terrains de golfs (1 086 golfs actifs vers l'an 2000). Et selon une enquête universitaire faite — sous assurance qualité — à partir de 155 questionnaires renvoyés (pour 1 300 envoyés aux surintendants de golfs), 96 % des établissements répondants ont dit avoir utilisé des herbicides arsenicaux (MASA et/ou DSMA) en désherbage de postlevée dans les trois dernières années. Par ailleurs, selon les données (autocontrôles) fournies par quelques parcours de golf au Département de l'environnement de l’État de Floride, les teneurs maximales du sol en arsenic des sols de ces golfs variaient de 5,3 à 250 ppm (avec une moyenne de 69,2 ppm).

De plus, en Floride, le MSMA est également autorisé pour le désherbage des cimetières, de cours d'établissements scolaires, de parcs et du secteur résidentiel, bien que ses effets néfastes en termes de neurotoxicité et de sensibilisant et irritant soient connus ou fortement suspectés. Ce produit fait partie de la liste de pesticides que l'EPA a décidé de réévaluer du point de vue de leur dangerosité pour l'homme et l'environnement, d'autant que l'arsenic, à la différence des molécules actives de nombreux autres pesticides n'est pas dégradable.
Alors qu'on suspectait plusieurs familles de pesticides de pouvoir jouer le rôle de perturbateur endocrinien, des phénomènes de malformation génitale et d'imposex étaient constatés chez certains animaux dans des régions où le MSMA est particulièrement utilisé :
- ce sont par exemple les Poeciliidae, des poissons insectivores du sud des États-Unis, jouant un rôle important dans le contrôle naturel des populations de moustiques, et naturellement sensibles aux perturbateurs endocriniens, car capables de changer de sexe, naturellement, en vieillissant[56] ;
- ce sont aussi les alligators[57],[58],[59], victimes d'imposex, d'abord constaté dans des régions dont le bassin versant est concerné par une utilisation intensive de pesticides arsenicaux organiques (en raison notamment de leur densité en golfs). Les composés arsenicaux sont donc également suspectés avec d'autres molécules (métaux, autres pesticides, dioxines, PCB) d'affecter la reproduction de populations entières d'espèces.

Dès la fin des années 1990, les autorités environnementales de Floride, et de l’État central (EPA) se sont inquiétées des effets différés de ce pesticide, notamment dans le comté de Collier qui compte l'une des plus grandes concentrations en golfs de la planète. On y a constaté de nombreux cas de contamination de puits et d'eaux souterraines (par de l'arsenic) sous certains golfs ou sous d'autres zones (ex : Parc du Cimetière d'anciens combattants du "Veterans Community Park", pollué par l'arsenic, et qui abrite des aires de jeu pour les enfants) où ce produit a été utilisé.

Certains universitaires, responsables des déchets toxiques et  fonctionnaires d'État de la protection de l'environnement (DEP) ont montré que les pesticides à base de MSMA pouvaient expliquer les taux anormaux et excessifs d'arsenic découverts dans ou sous certains golfs. 
Ils ont demandé des restrictions quant aux utilisations de ces composés chimiques.
De son côté, l'industrie du golf et les formateurs d'intendants de golfs arguent que l'intérêt économique des surintendants de golfs est d'utiliser le moins de pesticides possible et qu'en se professionnalisant, ils sont devenus de véritables chimistes, mieux capables de doser les engrais et pesticides qu'il utilisent. 
Certains responsables de l'agriculture et de l'industrie des pesticides avancent des données laissant penser que l'arsenic serait relativement inerte dans la zone racinaire du gazon, et demandent que des recherches plus poussées sur la toxicité du MSMA soient faites avant d'en restreindre les usages, ou que, comparé aux principaux utilisateurs de pesticides dans le sud-ouest de la Floride (l'agriculture, l'entretien des parcours de golf, l'entretien des pelouses et le contrôle des moustiques), les terrains de golf seraient maintenant les moins polluants de ces 4 sources de pesticides, selon une étude faite par le Conservancy of Southwest Florida à partir des contributions estimées de 152 terrains de golf situés dans les comtés de Lee, Collier et Glades (estimations extrapolées à partir d'un sondage auprès de quinze surintendants de golfs) et d'un « indice de risque » (hazard index) qui n'a montré un risque que pour deux cours d'eau (Cocohatchee River et Gordon River qui s'écoule dans la Baie de Naples).

## Impacts floristiques
L'impact le plus direct et spectaculaire est l'effet désherbant ou silvicide de la molécule. Mais il en existe d'autres : 
- on a montré (chez le coton ou chez Triticum aestivum ou chez certaines souches de poacées relativement résistantes à l'arsenic, ou chez les plantes exposées à de faibles doses d'arsenic, des mécanismes de translocation[65] utilisés pour la détoxication et survie de la plante ;
- des plantes résistantes à l'arsenic peuvent souffrir de la disparition de leur pollinisateur ou d'animaux qui les transportaient sous forme de graine ou de propagules (zoochorie) ;
- un sol pollué par l'arsenic contient moins de vers de terre, ce qui le rend plus asphyxiant, moins drainant et moins pénétrable par les racines. La décomposition et le processus d'humification y sont freinés. Tous ces facteurs peuvent affecter la flore.

## Impacts sur la fonge
Ils sont mal évalués, mais :
- ce produit a des propriétés fongicides ; les champignons qui y sont le plus vulnérables et les lichens en souffrent probablement ;
- l'arsenic est bioaccumulable par certains champignons, qui peuvent donc l'extraire du sol et en augmenter la biodisponibilité ;
- les champignons jouant un rôle important, tant dans le processus d'humification que de mycorhization ; à long ou moyen terme, des risques de dégradation des écosystèmes existent.

## Impacts faunistiques
- L'écotoxicité aiguë de l'arsenic a été étudiée en laboratoire (rat, souris, lapin).
Elle a aussi été étudiée pour certaines espèces d'élevage (truite Salmo gairdneri[66]) ou sauvages d'intérêt alimentaire, dans le milieu aquatique notamment, puisqu'une partie de l'arsenic y finit (Micropterus dolomieu, Procambarua sp.ou Ictalurus lacustris par exemple)[67]. On a notamment constaté que pour se protéger de l'arsenic pur, les animaux le complexent via des thioprotéines en forme organique moins toxique (dont en MMSA), mais non anodines[68],[69]). La toxicité et le métabolisme des formes organiques ingérant de l'arsenic ont fait l'objet de quelques études, dont sur le chien[70] ou le hamster (pour le métabolisme[71] ou ses effets prénataux[72]), mais on dispose de peu de données sur son impact sur les animaux sauvages dont nombreux y sont exposés.
- Des effets tératogènes pour l'embryon ont été démontrés, par exemple chez la souris et à des doses bien plus faibles que celles considérées comme toxiques pour l'adulte[73], ou chez un amphibien utilisé comme animal-modèle de laboratoire Xenopus laevis, dont un embryon sur deux exposé à 225 mg/L de MSMA meurt (alors qu'il faut 1 132 mg/l pour tuer 50 % des adultes), et dont un sur deux exposé à 46 mg/L de MSMA sera malformé (malformation musculaire et des yeux notamment)[74]).
- Les animaux peuvent être indirectement contaminés par le bois ou des fruits qui peuvent bioaccumuler de l'arsenic, comme les mûres par exemple[75].
- L'arsenic affectant le foie et s'y concentrant, chez l'animal[76] comme chez l'homme[77], qui est le principal organe de détoxication, on peut supposer qu'il contribue à exacerber la toxicité d'autres métaux ou toxines.
- La part la plus soluble ou aéroportée de l'arsenic atteint les océans où l'on a montré que la flore (algues) et certains poissons et mammifères pouvaient être très contaminés[78] (et contaminants).

## Impacts sur le sol et la microfaune et microflore du sol
Le MMSA se stocke dans le sol et se dégrade ou est métabolisé par les bactéries et champignons en diverses formes de l'arsenic, à des doses variables selon la profondeur et la nature du sol. Par exemple, sur trois types de sols traités durant 6 ans, le taux d'arsenic accumulé et extractible variait de 39 à 67 % (sol sableux fin). Dans ce cas, tout l'arsenic retrouvé dans le sol venait de la couche de labour, sans traces de lixiviation profonde.
La spéciation de l'arsenic a une grande importance et elle évolue dans le temps et selon le contexte agropédologique : ainsi, des échantillons d'eau de surface prélevés en 2002 dans les zones productrices de coton (Colorado, États-Unis) contenaient en moyenne dix fois plus d'espèces méthylées de l'arsenic (méthylarsenic > 10 µg/l) que l'eau des zones plus profondes (<1 µg/l). Des transformations et transferts des espèces se produisent dans les organismes vivant dans le sol, vers les plantes, et entre les eaux de surface et les sols adjacents et les eaux souterraines, qui contiennent également des taux parfois élevés d'arsenic. Dans le cas présent (Colorado), l'arsenic provenant du MMSA ou DMSA pouvait expliquer des augmentations de taux d'arsenic dans les puits locaux d'irrigation (qui restaient encore inférieurs à la nouvelle norme de 10 µg/l).
L'arsenic et le MMSA sont connus pour inhiber l'activité des microorganismes du sol, y compris forestier, en affectant aussi le cycle de l'Azote.

## Contamination environnementale
Même si des discussions portent encore sur la gravité de ses effets, de nombreuses analyses faites à la fin du XXe siècle ou au début des années 2000 démontrent que la contamination est avérée. 

À titre d'exemple :
- 37 % des puits testés sur des cours de golf municipaux de Floride dépassaient le taux maximum recommandé pour l'arsenic (50 ppm)[29] ;
- 76 % des puits dépassaient la norme EPA de 10 ppm qui devrait entrer en vigueur en 2006[29] ;
- certains terrains de golf comptaient encore dans les années 1990 parmi les sols les plus intensivement arrosés de pesticides (en moyenne sept fois plus par hectare et par an que s'il s'était agi d'un champ agricole moyen, selon une étude de 1990 ayant porté sur 52 terrains de golf à Long Island, à la demande du « New York State Department of Law » ;
- l'arsenic du MSMA d'eaux de ruissellement peut contaminer des organismes végétaux plus en aval[84]. Il peut s'agir de plantes cultivées et notamment de riz cultivé à proximité de champs de coton. Le concombre ou la tomate bioaccumulent de l'arsenic (démontré expérimentalement en 1978[84]).

Cet arsenic vient s'ajouter aux restes d'autres produits chimiques non dégradables, aujourd'hui interdits, mais autrefois parfois « quotidiennement utilisés » (arséniate de plomb, pesticides organomercuriels, ainsi qu'aux restes de produits peu dégradables(DDT et autres organochlorés..) qui ont pu s'accumuler dans les sols sous les gazons de golfs durant des décennies parfois.

### Cinétique environnementale du MSMA (et de l'arsenic)
Peu de données détaillées semblent disponibles à ce sujet et des débats portent encore sur la capacité des sols, selon leur nature, à fixer plus ou moins durablement l'arsenic, dont une partie part dans l'air, dans l'eau ou est absorbée par des organismes vivants (bioturbation, phytoextraction, etc.).
Pour en savoir plus, en Floride où des teneurs élevées en arsenic sont trouvées dans les sols de golf et les eaux sous-jacentes, des chercheurs de l'université de Miami ont étudié (2000/2001) la mobilité et la biodisponibilité de cet arsenic en fonction de la taille des particules du sol. 

Ils ont séparé par tamisage les « fines » (particules de moins de 0,25 mm de diamètre) des grains plus gros (de 0,25 à 0,75 mm) et ont aussi étudié leurs teneurs en fer, manganèse et aluminium (selon la taille des particules du sol). Les teneurs en arsenic se sont montrées corrélées à la distribution du fer (R2=0,4827), du manganèse (R2=0,7674) et de l'aluminium (R2=5 459) dans la fraction particulaire du sol, mais aucunement dans la matière organique du sol, confirmant que les oxydes/hydroxydes de fer, de manganèse et d'aluminium contrôlent la distribution de l'arsenic dans une partie du sol seulement. 

Des solutions de nitrate de soude et de hydrogénophosphate de potassium (K2HPO4; numéro CAS 7758-11-4) ont été utilisées pour tester l'extractabilité et évaluer la biodisponibilité de l'arsenic des échantillons de sols ; ces deux produits ont dans cette étude extrait « une grande partie de l'arsenic à partir de la plupart des échantillons des sols étudiés. Ceci est particulièrement vrai pour la fraction fine où le taux d'arsenic extractible variait de 9,2 à 51,3 % de l'arsenic total, avec une moyenne de 28,7 +/- 13,3 %, alors que dans l'autre fraction granulométrique, le taux d'arsenic extractible variait de 7,2 à 24,7 % avec une moyenne à 15,4 +/- 6,4 % »

Ces extracteurs chimiques n'ont pu expurger des échantillons que de faibles quantités de fer, manganèse et aluminium. Il semble donc que l'arsenic puisse être libéré par le nitrate de soude et le dihydrogénophosphate de potassium (KH2PO4)  sans dissolution importante des oxydes ou hydroxydes de fer, de manganèse et d'aluminium dans ces échantillons de sol.
Une partie de l'arsenic provenant des pesticides arsenicaux est transformée en une phase volatile (alkylarsines) qui regagne l'atmosphère pour être aéroportée à distance, si elle n'est pas d'abord piégée par la rosée, les brumes ou les pluies locales ou encore par des lichens ou mousses. Expérimentalement, ce transfert se fait mieux en condition aérobie (En 160 jours — en laboratoire — les solutions de piégeage récupèrent 18,0 %, 12,5 % et 1,0 % de l'arsenic de sols auxquels on avait ajouté respectivement de l'acide cacodylique, du MSMA et de l'arséniate de sodium, contre 7,8 %, 0,8 % et 1,8 % quand on a remplacé l'air par de l'azote (N2) pour simuler une anoxie du sol. Les gaz volatils ont été identifiés comme étant du diméthyl- et triméthylarsine (dits DMA et TMA) mais on n'a pas détecté de méthylarsine (MA). La plupart de l'arsenic extractible restant dans le sol était sous forme d'un composé arsenical triméthylé, probablement par les microorganismes du sol (et ceci, quel que soit le contaminant introduit dans le sol). Comme l'arsenic était transféré à l'air indépendamment du type de traitement arsénié, les auteurs ont conclu que le transfert de l'arsenic du sol à l'atmosphère fait partie du cycle biogéochimique naturel de l'arsenic (qui est encore mal connu). Les sols très pollués par l'arsenic — faute de vers de terre — sont moins aérés et devraient donc relarguer moins d'arsenic vers l'atmosphère, mais le labour puis d'autres formes de travail agricole du sol pourrait compenser ce manque et contribuer au relargage d'arsenic dans l'air.

## Règlementation
Dans la plupart des pays disposant d'une législation environnementale, les résidus de ce produit (fonds de bidons, de cuve, etc.) sont à stocker, protéger et éliminer en tant que déchet dangereux et déchet toxique, et à éliminer par des filières appropriées.
Les pesticides à base d'arsenic sont maintenant classés comme matières dangereuses en Amérique du Nord (selon le Règlement sur les matières dangereuses). Ses résidus doivent être gérés comme des déchets dangereux, à la suite notamment de la contamination de vastes parcelles de forêt par ce produit utilisé comme insecticide.